# Marek Arnsztajn
Marek Arnsztajn, spotykane również Arnstein, Arnsztein lub Arnsztejn (ur. 13 października 1855 w Lublinie, zm. 26 kwietnia 1930 w Warszawie) − polski lekarz, działacz polityczny i społeczny pochodzenia żydowskiego, mąż poetki Franciszki Arnsztajnowej.

## Życiorys
Syn Saula Arnsztajna i jego drugiej żony, Maryanny z d. Perec.
Maturę zdał w 1876 roku w Gimnazjum im. Stefana Batorego w Lublinie, następnie rozpoczął studia medyczne na Cesarskim Uniwersytecie Warszawskim. Ukończył je z tytułem doktora nauk medycznych w kwietniu 1883 roku, po czym przez kolejny rok uzupełniał edukację w Wiedniu, Berlinie i Paryżu. Do Lublina powrócił w maju 1884 roku, rozpoczynając tam praktykę lekarską. Po krótkim okresie pracy jako ordynator w szpitalu św. Jana i Szpitalu Żydowskim otworzył prywatny gabinet lekarski, specjalizując się w ginekologii.
Interesował się najnowszymi zdobyczami medycyny, na przykład w 1891 roku przebywał w Berlinie, studiując metody leczenia gruźlicy opracowane przez Roberta Kocha. Był członkiem Stowarzyszenia Lekarzy Polskich oraz Lubelskiego Towarzystwa Lekarskiego (członek honorowy od 1920). W 1913 roku reprezentował LTL na Międzynarodowym Kongresie Lekarskim w Londynie. Rok później został członkiem komitetu organizacyjnego II Zjazdu Lekarzy Prowincjonalnych, obradującego w Lublinie w dniach 31 maja i 1 czerwca 1914 roku. W ramach swej działalności naukowej wygłaszał referaty, publikowane później w czasopismach specjalistycznych.
Jako społecznik był współzałożycielem lubelskiego Towarzystwa Szerzenia Oświaty „Światło” i Rady Szkolnej. Prowadził działalność charytatywną wśród ubogich mieszkańców miasta. Poza działalnością zawodową i społeczną zajmował się również polityką, początkowo konspiracyjnie, od 1905 roku jawnie, jako członek Postępowej Demokracji. Z jej ramienia startował w wyborach do Dumy Państwowej w 1906 roku, przegrywając w ich części gubernialnej. W 1919 roku złożył akces do udziału w Pierwszym Walnym Zjeździe Zjednoczenia Polaków Wyznania Mojżeszowego Wszystkich Ziem Polskich, nie mógł jednak wziąć z nim udziału, zamiast tego wystosował telegram popierający inicjatywę.
Zmarł po długiej chorobie w 1930 roku w Warszawie. 28 kwietnia 1930 roku ostał pochowany na nowym cmentarzu żydowskim w Lublinie, jego pogrzeb stał się manifestacją patriotyczną, uczestniczyć w nim miało nawet 10 tysięcy osób.
9 stycznia 1885 roku ożenił się z Franciszką z d. Meyerson. Z małżeństwa miał syna Jana (zm. 1934) i córkę Stefanię (zm. 1942).